# The Rainbow in Daddy's Eyes (álbum)
The Rainbow in Daddy's Eyes es el quinto álbum de estudio la cantante de country estadounidense Sammi Smith. Fue publicado en mayo de 1974 a través de Mega Records.

## Recepción de la crítica
Un escritor no especificado de Record World describió la voz de Smith como «tan pacífica como una corriente country», e indicó que «Sammi pone su estilo de soul tranquilo y sencillo en una súper colección de melodías». Un escritor no especificado de Billboard escribió: “Hay algunos viejos, algunos nuevos y dos de los sencillos de Sammi en este y no hay un mal corte entre ellos. Se trata principalmente de baladas sobre el amor con un par de melodías de ritmo acelerado con una interpretación inusual de «Neva Been to Spain», que va desde el tono bajo de Sammi hasta la melodía acelerada que estás acostumbrado a escuchar”.

## Lista de canciones
| Lado uno |                               |                                        |          |  |
| N.º      | Título                        | Escritor(es)                           | Duración |  |
| 1.       | «The Rainbow in Daddy's Eyes» | Dallas Frazier Sanger D. Shafer        | 3:20     |  |
| 2.       | «My Cricket and Me»           | Leon Russell                           | 2:28     |  |
| 3.       | «Manhattan, Kansas»           | Joe Allen                              | 2:48     |  |
| 4.       | «Deepening Snow»              | Harlan Howard                          | 3:44     |  |
| 5.       | «Birmingham Mistake»          | Tony Austin Gene Dobbins Johnny Wilson | 2:50     |  |

| Lado dos |                       |                       |          |  |
| N.º      | Título                | Escritor(es)          | Duración |  |
| 1.       | «Never Been to Spain» | Hoyt Axton            | 2:50     |  |
| 2.       | «Faded Love»          | John Willis Bob Wills | 3:16     |  |
| 3.       | «The Last Letter»     | Rex Griffin           | 3:10     |  |
| 4.       | «It's Not Easy»       | Sammi Smith           | 2:45     |  |
| 5.       | «City of New Orleans» | Steve Goodman         | 3:31     |  |

## Créditos y personal
Créditos adaptados desde las notas de álbum de The Rainbow in Daddy's Eyes.
Músicos
- Sammi Smith – voces
- Jerry Stembridge – guitarra eléctrica
- Jerry Shook – guitarra rítmica
- Harald Rugg – steel guitar
- Jerry Whitehurst – piano
- Henry P. Strzelecki – bajo eléctrico
- Donald R. Smith – bajo eléctrico
- Jerry K. Carrigan – batería
- Richard Farrell Morris – percusión

Personal técnico
- Jim Malloy – productor
- Bill Walker – arreglos (1–3, 8–10)
- Bergen White – arreglos (4–7)
- Tommy Strong – ingeniero de audio
- Jack L. Levy – diseño de portada

## Posicionamiento
| Gráfica (1974)                                    | Pico de posición |
| ------------------------------------------------- | ---------------- |
| Estados Unidos (Record World Country Album Chart) | 40               |